# Jindřich Feld
Jindřich Feld (né le 19 février 1925 à Prague, mort le 8 juillet 2007 dans la même ville) est un compositeur tchèque de musique classique.

## Biographie
Fils du professeur de violon Jindřich Feld (1883-1953), il fait ses études au conservatoire de Prague. Violoniste et altiste, il y enseigne depuis 1972.

## Œuvres
- Divertimento pour cordes
- Duo concertant: pour deux flûtes
- Quatre pièces: pour flûte seule
- 6 quatuors à cordes
- 3 symphonies (1967 ; 1986 ; 1998 "Fin de siècle")
- 1954 : Concerto pour flûte
- 1958 : Concerto pour violoncelle
- 1963 : Rhapsodie pour orgue
- 1971 : Sonate pour piano
- 1973 : Concerto pour piano
- 1976 : Concerto pour violon
- 1987 : Trio pour hautbois, clarinette et basson
- 2004 : Concerto pour alto et orchestre (créé par Raphaël Oleg)